# 田奈
田奈（たな）は神奈川県横浜市青葉区の地名。東急田園都市線の田奈駅がある。国道246号が通過する。多摩田園都市まちづくり館がある。なお、行政上の地名では「田奈町」（たなちょう）。

## 地名の由来
「田奈」は「恩田・長津田」の「田」と「奈良」の「奈」を一字ずつとったものである。明治22年の市町村制施行に伴い「田奈村」としてできた地名。現在の田奈町一帯は元来は田奈村大字恩田であった。その田奈村は1939年4月1日に横浜市の当時の港北区に編入され、当該地域には大字に合わせて恩田町、奈良町、長津田町が置かれたため、一旦行政上の地名としての田奈は姿を消す。その後、1966年4月1日、恩田町字東村に東急田園都市線の田奈駅が開業した。1969年10月1日横浜市の行政区の再編成に伴い緑区に編入。
1971年土地区画整理事業により、恩田町の通称中恩田地区（字東村、馬場、大谷戸、西谷、万福寺前、町田川通、沓形通、矢際通、早川通、十王堂前、早川、麻生山、善念寺前、日影山、和海道の範囲）で新しい町が新設されることになった。町名は地元住民の要望と駅名にちなみ、「田奈町」とされた。1994年11月6日、横浜市の行政区の再編成に伴い青葉区に編入され、現在の形に至る。

## 地価
住宅地の地価は、2024年（令和7年）1月1日の公示地価によれば、田奈町30番14外の地点で26万7000円/m²となっている。

## 世帯数と人口
2025年（令和7年）6月30日現在（横浜市発表）の世帯数と人口は以下の通りである。
| 町丁   | 世帯数    | 人口    |
| ------ | --------- | ------- |
| 田奈町 | 2,520世帯 | 4,899人 |

### 人口の変遷
国勢調査による人口の推移。
| 年                 | 人口  |
| ------------------ | ----- |
| 1995年（平成7年）  | 4,179 |
| 2000年（平成12年） | 4,756 |
| 2005年（平成17年） | 4,568 |
| 2010年（平成22年） | 4,748 |
| 2015年（平成27年） | 4,895 |
| 2020年（令和2年）  | 4,820 |

### 世帯数の変遷
国勢調査による世帯数の推移。
| 年                 | 世帯数 |
| ------------------ | ------ |
| 1995年（平成7年）  | 1,684  |
| 2000年（平成12年） | 1,859  |
| 2005年（平成17年） | 1,986  |
| 2010年（平成22年） | 2,057  |
| 2015年（平成27年） | 2,194  |
| 2020年（令和2年）  | 2,250  |

## 学区
市立小・中学校に通う場合、学区は以下の通りとなる（2024年11月時点）。
| 町丁   | 番地 | 小学校             | 中学校                 |
| ------ | ---- | ------------------ | ---------------------- |
| 田奈町 | 全域 | 横浜市立田奈小学校 | 横浜市立あかね台中学校 |

## 事業所
2021年（令和3年）現在の経済センサス調査による事業所数と従業員数は以下の通りである。
| 町丁   | 事業所数  | 従業員数 |
| ------ | --------- | -------- |
| 田奈町 | 146事業所 | 1,227人  |

### 事業者数の変遷
経済センサスによる事業所数の推移。
| 年                 | 事業者数 |
| ------------------ | -------- |
| 2016年（平成28年） | 132      |
| 2021年（令和3年）  | 146      |

### 従業員数の変遷
経済センサスによる従業員数の推移。
| 年                 | 従業員数 |
| ------------------ | -------- |
| 2016年（平成28年） | 1,290    |
| 2021年（令和3年）  | 1,227    |

## その他

### 日本郵便
- 郵便番号 : 227-0064[3]（集配局：青葉郵便局[15]）

### 警察
町内の警察の管轄区域は以下の通りである。
| 番・番地等 | 警察署     | 交番・駐在所 |
| ---------- | ---------- | ------------ |
| 全域       | 青葉警察署 | 田奈駅前交番 |